# Фаал, Бабукарр
Бабука́рр Фаа́л (англ. Baboucarr Faal; 3 апреля 2003, Банжул) — гамбийский футболист, нападающий львовского «Руха».

## Биография
Родился в столице Гамбии, Банжул. Воспитанник местного «Хокса», в составе которого и начал взрослую футбольную карьеру.
19 января 2023 года перешёл в хорватский Клуб «Ориент». Дебютировал за новую команду 18 февраля 2023 года в ничейном (0:0) домашнем поединке 18-го тура Первой лиги Хорватии против «Кроации» (Змеевцы). Бабукар вышел на поле на 86-й минуте вместо Эдина Фатича. Первым голом за «Ориент» отличился 17 апреля 2023 года на 37-й минуте победного (3:0) выездного поединка 26-го тура Первой лиги Хорватии против загребской «Дубравы». Фаал вышел на поле в стартовом составе, а на 64-й минуте его заменил Эннио Травалья. За два с половиной сезона в «Ориенте» сыграл 50 матчей (11 голов) во втором дивизионе чемпионата Хорватии, ещё 2 раза входил на поле в матчах кубка Хорватии.
24 февраля 2025 года подписал долгосрочный контракт с «Рухом». В футболке львовского клуба дебютировал 2 марта 2025 года в проигранном (0:2) выездном поединке 19-го тура Премьер-лиги Украины против луганской «Зари». Бабукарр вышел на поле 46-й минуте вместо Владислава Погорелого.